# Ladenthin (przystanek kolejowy)
Ladenthin – zlikwidowany wąskotorowy przystanek kolejowy w miejscowości Ladenthin na linii kolejowej Casekow Ldb. – Pomorzany Wąskotorowe, w powiecie Ostprignitz-Ruppin, w kraju związkowym Meklemburgia-Pomorze Przednie, w Niemczech.